# Данмор (озеро)
Данмор (англ. Lake Dunmore) — озеро в округе Аддисон, штат Вермонт, США.
Озеро расположено в холмистой местности на высоте 174 метра над уровнем моря. Оно вытянуто с севера на юг на 5,5 километров, ширина в северной части доходит до 1,7 километров, в центральной и южной частях составляет в среднем 600 метров. Площадь озера составляет 3,99 км², максимальная глубина 32 метра. Ближайшие городки — Салисбери, расположенный в 1,7 километров к западу, Лестер (3 км к юго-западу) и Миддлбери (11 км к северо-западу). Вдоль северного и восточного берега озера проходит автодорога 53, вдоль южного и западного — просёлочная дорога. По всему периметру озера к воде ведут автомобильные подъезды и пешеходные тропы, организованы несколько пляжей, зон отдыха и рыбацких «мини-посёлков», в том числе на восточном берегу расположен небольшой парк штата «Бранбери» площадью 0,28 км². Бо́льшая часть побережья находится в частной собственности. Рядом с Данмором расположены ещё два озера схожей формы, но гораздо меньшего размера: Сильвер (900 метров к юго-востоку, размер 1,5 на 0,35 км) и Ферн (500 метров к югу, размер 1,3 на 0,25 км).